# アルテンブーフ
アルテンブーフ (ドイツ語: Altenbuch) はドイツ連邦共和国バイエルン州ミルテンベルク郡に属す町村（以下、本項では便宜上「町」と記述する）。この町はシュタットプロツェルテン行政共同体に属す。

## 地理
アルテンブーフはバイエリシェ・ウンターマイン地方のシュペッサルト山地内に位置する。

### 自治体の構成
この町は、公式には2つの地区 (Ort) からなる。このうち小集落や孤立農場などを除く集落はアルテンブーフのみである。

## 歴史
グリュナウ修道院に属していたオーバーアルテンブーフは1806年にアシャッフェンブルク侯領の陪臣領となった。マインツ大司教領であったウンターアルテンブーフは帝国代表者会議主要決議によってアシャッフェンブルク侯領となった。1814年のパリ条約以降、オーバーアルテンブーフとウンターアルテンブーフはバイエルン王国領となった。1818年の市町村令を伴うバイエルンの行政改革によりオーバーアルテンブーフとウンターアルテンブーフが自治体として成立した。1938年4月1日にオーバーアルテンブーフとウンターアルテンブーフは合併し、新たな自治体アルテンブーフが成立した。

### 宗教
アルテンブーフは、カトリックのドルフプロツェルテン教区に属していたが1760年頃に独立した教区が成立した。聖ヴォルフガング教会は1770年にバロック様式で建設され、納戸も増改築を施された。

### 人口推移
- 1970年: 1,090人
- 1987年: 1,224人
- 2000年: 1,332人

## 行政
町長は、アンドレアス・アーメント (Andreas.Amend.Altenbuch) である。

## 経済と社会資本

### 経済
公式統計によれば、2018年にこの町で働く社会保険支払い義務の被雇用者は96人で、製造業に57人、サービス業に19人が従事していた。また、この町に住む社会保険支払い義務のある被雇用者は551人であった。

## 引用
1. ↑  https://www.statistikdaten.bayern.de/genesis/online?operation=result&code=12411-003r&leerzeilen=false&language=de Genesis-Online-Datenbank des Bayerischen Landesamtes für Statistik Tabelle 12411-003r Fortschreibung des Bevölkerungsstandes: Gemeinden, Stichtag (Einwohnerzahlen auf Grundlage des Zensus 2011)
2. ↑  Bayerische Landesbibliothek Online
3. ↑  “6. Sozialversicherungspflichtig beschäftigte Arbeitnehmer seit 2013” (PDF), Statistik kommunal 2019 Gemeinde Altenbuch 2021年4月23日閲覧。